# Шемякина (река)
Шемякина — река в России, протекает по Волгоградской области. Устье реки находится в 230 км по правому берегу Хопра. Длина реки — 20 км, площадь водосборного бассейна — 269 км².

## Данные водного реестра
По данным государственного водного реестра России относится к Донскому бассейновому округу, водохозяйственный участок реки — Хопёр от впадения реки Ворона и до устья, без рек Ворона, Савала и Бузулук, речной подбассейн реки — Хопер. Речной бассейн реки — Дон (российская часть бассейна).